# 13 februari
13 februari is de 44ste dag van het jaar in de gregoriaanse kalender. Hierna volgen nog 321 dagen (322 dagen in een schrikkeljaar) tot het einde van het jaar.

## Gebeurtenissen
- Algemeen
  - 1933 - Vondst van een bronzen wijnemmer (situla) (met inhoud) in het Vorstengraf in Oss.
  - 1979 - Vooral Noordoost-Nederland wordt getroffen door een extreem zware sneeuwstorm. Het leger wordt ingezet om woningen en boerderijen te helpen.
  - 2014 - De uitbarsting van de vulkaan Kelud op het Indonesische eiland Java kost aan zeker drie mensen het leven. Naar schatting meer dan 100.000 Javanen slaan op de vlucht.
  - 2023 - Eurocommissaris Ylva Johansson wint de publieksprijs van de jaarlijkse Big Brother Award, een initiatief van Bits of Freedom, vanwege haar beoogde voorstel om techbedrijven mee te laten kijken op alle telefoons in de EU in de strijd tegen kindermisbruik. De prijs van de vakjury is voor Minister van Binnenlandse Zaken Hanke Bruins Slot "wegens het faciliteren van de grenzeloze datahonger van de geheime diensten en het afbreken van het toezicht op diezelfde diensten."[1][2]
  - 2024 - Als gevolg van hoge temperaturen van meer dan 30 °C wordt de deelstaat Victoria in Australië getroffen door hevige onweersbuien die gepaard gaan met windstoten boven 100 km/u. Een energiecentrale die een groot gebied van elektriciteit voorziet valt uit doordat meerdere elektriciteitsmasten bezwijken onder het natuurgeweld. Hierdoor komen ongeveer 600.000 klanten zonder elektriciteit te zitten.[3]
  - 2024 - Door een aardverschuiving bij een goudmijn nabij de stad İliç in Turkije raken een tiental mensen vermist. Er wordt gevreesd voor een natuurramp vanwege chemische stoffen die in de mijn worden gebruikt.[4][5]

- Criminaliteit en veiligheid
  - 1991 - Gewapende mannen doden de koffieboer Fortunato Gaviria, een neef van de Colombiaanse president César Gaviria, tijdens een poging om hem te ontvoeren.

- Media
  - 1981 - De Australische krantenmagnaat Rupert Murdoch neemt het Engelse blad The Times over.
  - 2005 - Televisiezender Jetix start in Nederland.
  - 2024 - PowNed zendt op NPO 3 de eerste aflevering van het nieuwe seizoen van het televisieprogramma We Gaan Er Allemaal Aan (zelfs Valerio Zeno) uit. De presentatie van het programma, waarin met deskundigen wordt nagedacht over serieuze bedreigingen die de mensheid kunnen vernietigen, is in handen van Valerio Zeno.[6]
  - 2024 - Omroep MAX zendt op NPO 1 het televisieprogramma Carnaval 2024 uit, waarin in samenwerking met de regionale omroepen verslag wordt gedaan van vijf optochten in Limburg, Brabant, Gelderland en Overijssel. De presentatie is in handen van Mascha de Rooij en Rob van de Laar voorziet de beelden van commentaar.[7]

- Oorlog
  - 1917 - De Nederlandse danseres Margaretha Geertruida Zelle, beter bekend als Mata Hari, wordt in Parijs op verdenking van spionage aangehouden. Daar wordt ze ter dood veroordeeld op 25 juni van hetzelfde jaar.
  - 1941 - Oprichting van de Joodse Raad in Amsterdam op last van de Duitse bezetter.
  - 1945 - Een bombardement door de geallieerden verwoest de Duitse stad Dresden.
  - 1991 - Het bloedbad in de schuilplaats van Amiriyah. Het Amerikaanse leger schiet twee precisiebommen af op een bunker in Bagdad die als schuilplek tijdens de Golfoorlog wordt gebruikt. Meer dan 400 burgers komen om het leven.
  - 1994 - Bij gevechten tussen rivaliserende clans in de Somalische havenstad Kismayu vallen ten minste vijf doden.

- Politiek
  - 1722 - Vorst Frederik Willem Adolf van Nassau-Siegen wordt opgevolgd door zijn zoon Frederik Willem II. Vanwege zijn minderjarigheid staat Frederik Willem II tot 1727 onder regentschap van zijn stiefmoeder Amalia Louise van Koerland.
  - 2013 - Het Australische parlement keurt een wet goed die de Aborigines erkent als oorspronkelijke bewoners van het continent.
  - 2017 - De Verenigde Staten leggen sancties op aan de Venezolaanse vicepresident Tareck El Aissami. Volgens de Amerikaanse autoriteiten speelt de Syrische Venezolaan een sleutelrol in de internationale drugshandel.

- Recreatie

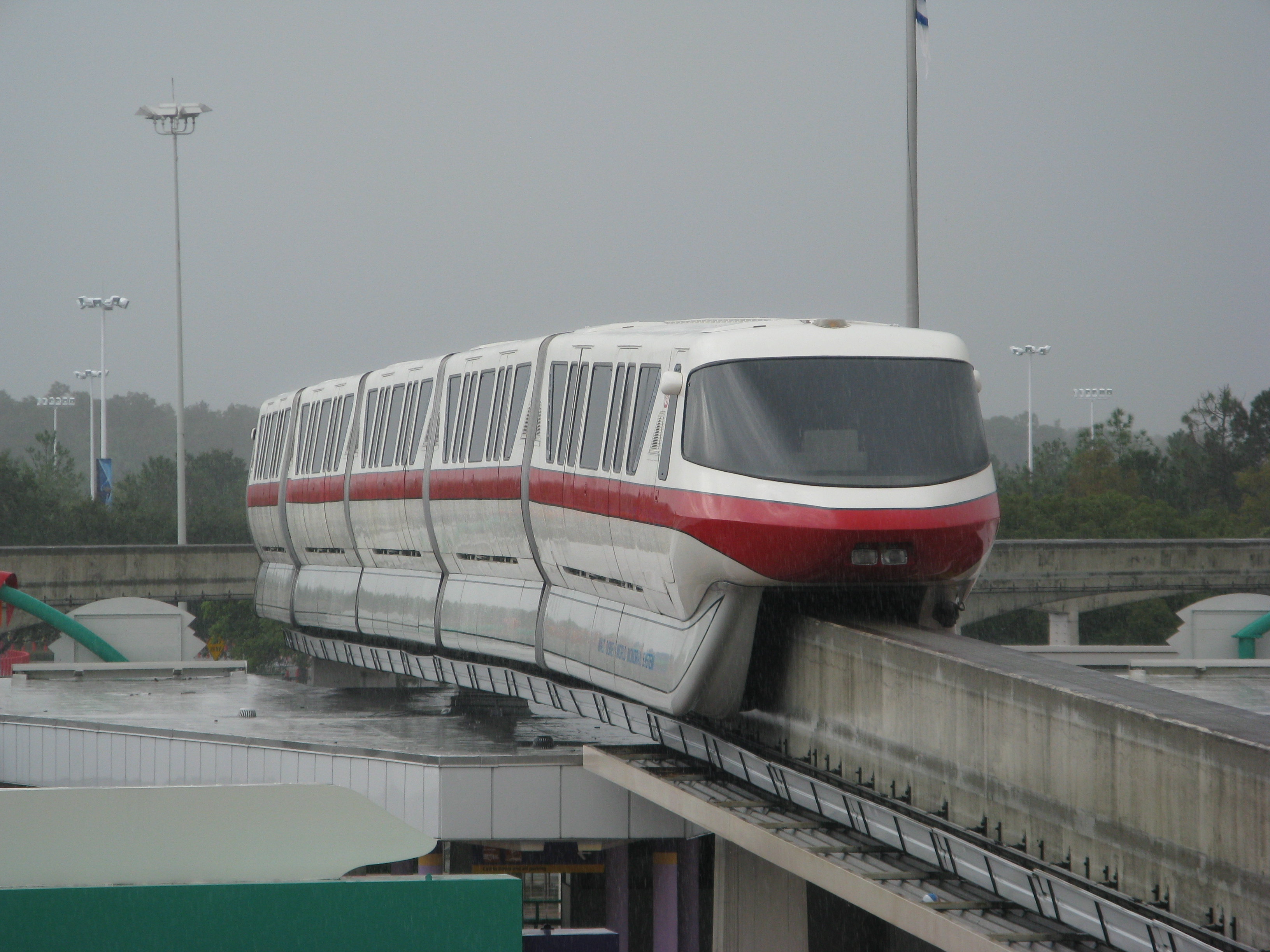
Een monorailtrein van de Walt Disney World Monorail.

  - 1974 - Twee monorailvoertuigen van de Walt Disney World Monorail botsen op elkaar.

- Religie
  - 1690 - Paus Alexander VIII creëert elf nieuwe kardinalen, onder wie de Italiaanse curieprelaat Giovanni Francesco Albani.
  - 1827 - Splitsing van het rooms-katholieke Apostolisch vicariaat Lowland District in Schotland in de Apostolische vicariaten Western District en Eastern District. De naam van het Apostolisch vicariaat Higland District wordt gewijzigd in Northern District.
  - 1971 - Ontslag van Léon Lommel als bisschop van Luxemburg. Hij wordt opgevolgd door zijn coadjutor Jean Hengen.
  - 2002 - Overbrenging van het stoffelijk overschot van kardinaal Stefano Borgia (1731-1804) van Lyon naar zijn geboorteplaats Velletri.

- Sport
  - 1911 - Oprichting van de Kroatische voetbalclub HNK Hajduk Split.
  - 1927 - Oprichting van de Colombiaanse voetbalclub América de Cali.
  - 1948 - Oprichting van de Duitse sportclub 1. FC Köln na een fusie van Kölner BC 01 en SpVgg Sülz 07.
  - 1954 - Oprichting van de Cypriotische sportclub Apollon Limasol.
  - 1973 - Oprichting van de Ecuadoriaanse voetbalclub Club Deportivo Clan Juvenil.
  - 1982 - Schaatsster Alie Boorsma verbetert in Inzell haar eigen Nederlands record op de 500 meter (41,80 seconden) met een tijd van 41,21 seconden.
  - 1988 - De Olympische Winterspelen 1988 in Calgary, Canada worden geopend.
  - 1998 - Schaatsster Marianne Timmer verbetert bij de Olympische Spelen in Nagano haar eigen Nederlands record op de 500 meter (39,30 seconden) en noteert 39,12 seconden op klapschaatsen.
  - 2010 - Schaatser Sven Kramer wint goud op de 5000 meter tijdens de Olympische Winterspelen in Vancouver.
  - 2011 - Schaatsster Ireen Wüst is voor de tweede keer wereldkampioen allround geworden in Calgary.
  - 2022 - Het Nederlandse dames shorttrack estafetteteam bestaande uit Suzanne Schulting, Xandra Velzeboer, Selma Poutsma en Yara van Kerkhof wint de 3000 meter bij de Olympische Winterspelen 2022 met een Olympisch Record van 4.03,409.[8]

- Wetenschap en technologie
  - 1895 - De gebroeders Lumière verkrijgen in Parijs patent op hun cinematograaf.
  - 1946 - De tweede elektronische computer ENIAC wordt aan de University of Pennsylvania voor het eerst opgestart.
  - 2012 - Lancering van de eerste Vega-raket van ESA. Aan boord bevinden zich 9 kleine satellieten die in een baan om de Aarde moeten komen.[9]
  - 2023 - Enkele uren nadat astronoom Krisztián Sárneczky uit Hongarije een kleine planetoïde ontdekt die de atmosfeer van de Aarde zal binnendringen wordt dit in verschillende landen waaronder Nederland en België als een heldere meteoor (bolide) waargenomen. Het object krijgt de naam 2023 CX1 en is het 7e object dat is waargenomen voorafgaand aan de inslag.[10][11]

## Geboren

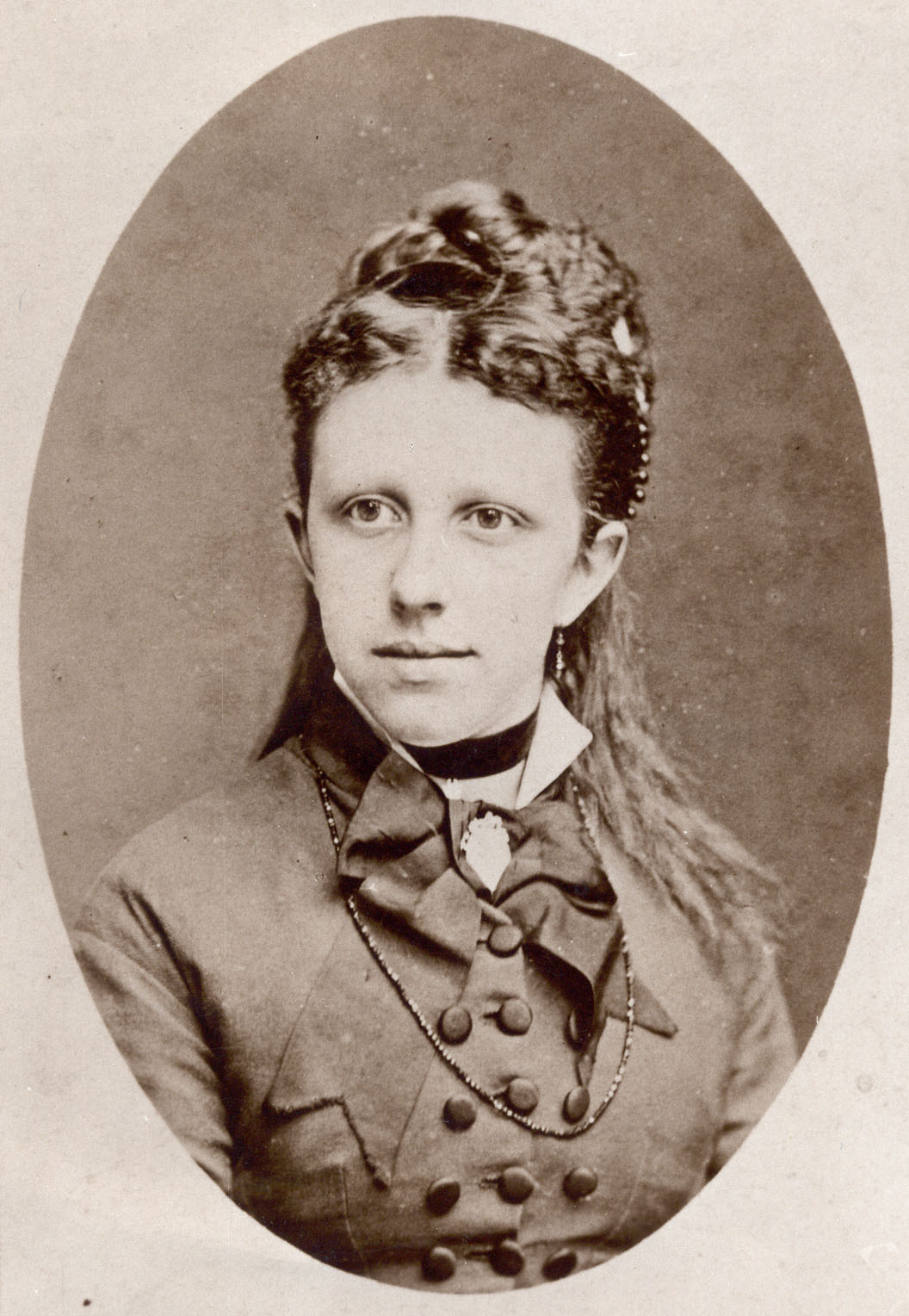
Sjoukje Bokma de Boer (Nienke van Hichtum)
geboren in 1860

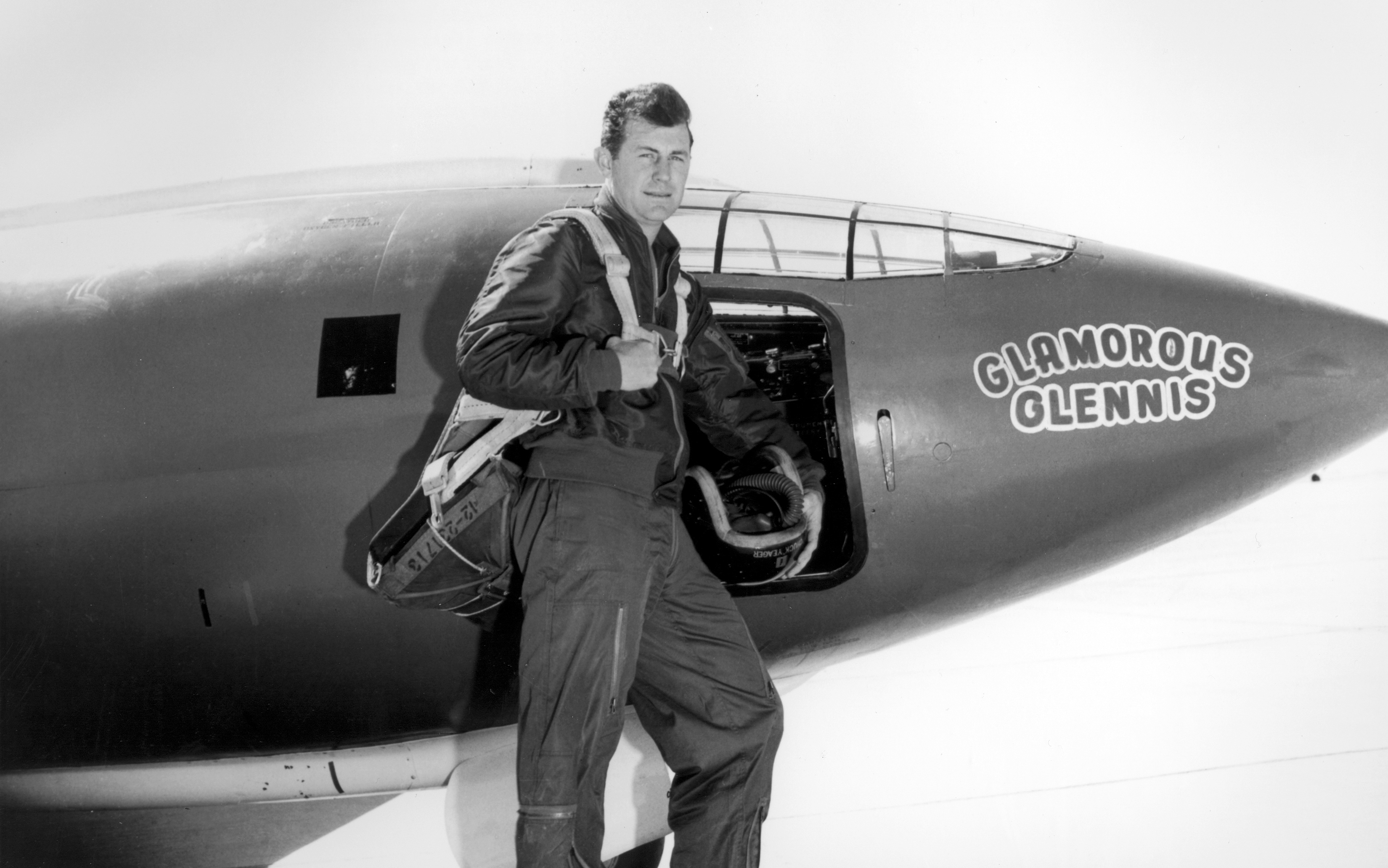
Chuck Yeager
geboren in 1923

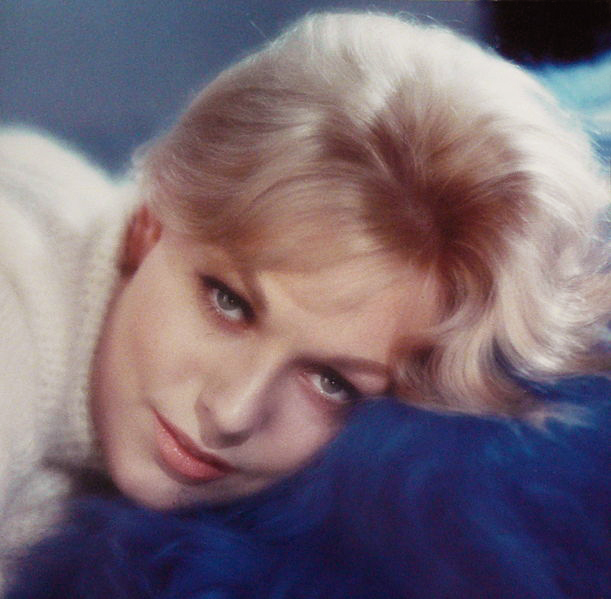
Kim Novak
geboren in 1933

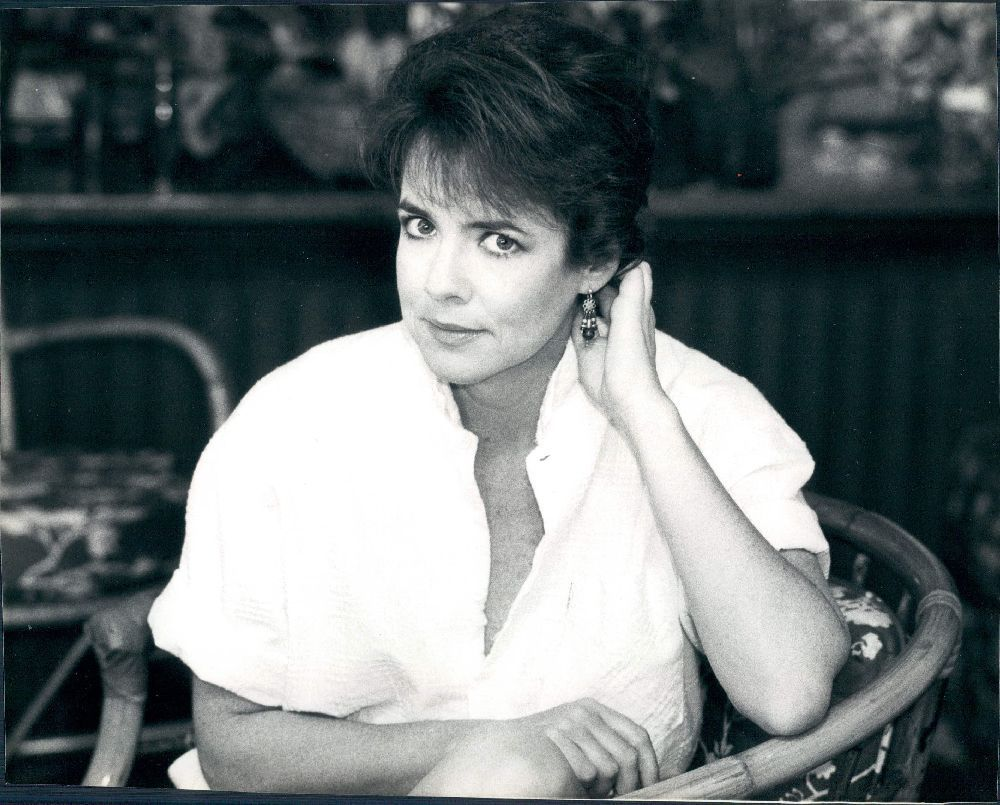
Stockard Channing
geboren in 1944

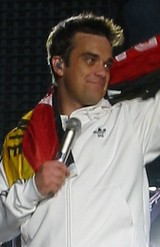
Robbie Williams
geboren in 1974

- 1457 - Maria van Bourgondië, hertogin van Bourgondië (overleden 1482)
- 1565 - Willem Baudartius, Nederlands theoloog (overleden 1640)
- 1599 - Fabio Chigi, de latere Paus Alexander VII (overleden 1667)
- 1658 - Jan Baptista Wellekens (overleden 1726)
- 1827 - Frederick Daniel Hardy, Engels kunstschilder (overleden 1911)
- 1828 - Auguste de T'Serclaes, Vlaams politicus (overleden 1893)
- 1835 - Mirza Ghulam Ahmad, stichter van de Ahmadiyya Moslim Gemeenschap (overleden 1908)
- 1859 - Frank van der Goes, Nederlands marxistisch theoreticus (overleden 1939)
- 1860 - Nienke van Hichtum, Nederlands kinderboekenschrijfster (overleden 1939)
- 1874 - Hendrik Spiekman, Nederlands letterzetter, journalist en politicus (overleden 1917)
- 1888 - Heintje Davids, Nederlands variété-artieste (overleden 1975)
- 1888 - George Papandreou, Grieks politicus (overleden 1968)
- 1896 - Franciscus van Ostaden, Nederlands auteur (overleden 1961)
- 1896 - Ján Ševčík, Slowaaks politicus (overleden 1965)
- 1901 - Vasili Koeznetsov, Russisch politicus (overleden 1990)
- 1903 - Georges Simenon, Belgisch schrijver (overleden 1989)
- 1904 - Irene van Griekenland, prinses van Griekenland en Denemarken (overleden 1974)
- 1905 - Begum Ra'ana Liaquat Ali Khan, Pakistaans diplomate (overleden 1990)
- 1909 - Herman Ridderbos, Nederlands predikant en theoloog (overleden 2007)
- 1909 - M. Vasalis, Nederlands dichteres (overleden 1998)
- 1910 - William Shockley, Brits-Amerikaans natuurkundige en Nobelprijswinnaar (overleden 1989)
- 1917 - Bram Koopman, Nederlands leraar, econoom en politicus (o.a. oud-Eerste Kamerlid) (overleden 2008)
- 1918 - Jules Henriet, Belgisch voetballer en voetbalcoach (overleden 1997)
- 1919 - Tennessee Ernie Ford, Amerikaans zanger en acteur (overleden 1991)
- 1920 - Albert Hoeben, Nederlands marinier en ridder in de Militaire Willems-Orde (overleden 2014)
- 1921 - Wardell Gray, Amerikaans saxofonist (overleden 1955)
- 1921 - José María Medina, Uruguayaans voetballer (overleden 2005)
- 1921 - Mike Oliver, Brits autocoureur (overleden 2020)
- 1922 - Willi Heeks, Duits autocoureur (overleden 1996)
- 1923 - Gerard Jansen, Nederlands verzetsstrijder (overleden 1944)
- 1923 - Chuck Yeager, Amerikaans gevechtspiloot en testvlieger (overleden 2020)
- 1924 - Jean-Jacques Servan-Schreiber, Frans journalist, publicist en politicus (overleden 2006)
- 1925 - Jan Arends, Nederlands schrijver (overleden 1974)
- 1925 - Valeer Deschacht, Belgisch priester en bestuurder (overleden 2021)
- 1925 - Jacoba Theodora van der Kun, Nederlands verzetsstrijder (overleden 2017)
- 1925 - Johannes Matzen, Oost-Duits voetballer
- 1926 - Jaap Bax, Nederlands sportjournalist en bestuurder (overleden 2017)
- 1926 - Angkarn Kalayanapong, Thais schrijver, dichter en schilder (overleden 2012)
- 1929 - Lee Fierro, Amerikaans actrice (overleden 2020)
- 1929 - Anton de Ridder, Nederlands zanger (overleden 2006)
- 1931 - Elly Mes, Nederlands kunstschilderes (overleden 2024)
- 1932 - Barbara Shelley, Brits actrice (overleden 2021)
- 1933 - Paul Biya, Kameroens president
- 1933 - Kim Novak, Amerikaans actrice
- 1933 - Craig Thomas, Amerikaans landbouwkundige en politicus (overleden 2007)
- 1934 - George Segal, Amerikaans acteur (overleden 2021)
- 1935 - Marie-Thérèse Orain, Frans zangeres en actrice
- 1937 - Rupiah Banda, president van Zambia (overleden 2022)
- 1938 - Carmela Corren, Israëlisch schlagerzangeres (overleden 2022)
- 1938 - Jan Veentjer, Nederlands hockeyspeler (overleden 2020)
- 1939 - Gérard Diffloth, Frans taalkundige (overleden 2023)
- 1940 - Bram Peper, Nederlands politicus (overleden 2022)
- 1941 - Sigmar Polke, Duits kunstschilder en fotograaf (overleden 2010)
- 1942 - Giulio Casali, San Marinees voetballer en voetbalcoach
- 1943 - Erik Fredriksson, Zweeds voormalig voetbalscheidsrechter
- 1944 - Odi Bouwmans, Nederlands burgemeester (overleden 2020)
- 1944 - Stockard Channing, Amerikaans actrice
- 1944 - Gaston van Erven, Nederlands acteur (overleden 2019)
- 1944 - Jerry Springer, Amerikaans televisiepresentator (overleden 2023)
- 1945 - Simon Schama, Brits historicus
- 1946 - Artur Jorge, Portugees voetballer en voetbaltrainer (overleden 2024)
- 1947 - Julien Cools, Belgisch voetballer
- 1947 - Gijsbert Lekkerkerker, Nederlands organist (overleden 2022)
- 1947 - Bogdan Tanjević, Servisch basketbalcoach
- 1948 - Jim Crawford, Schots autocoureur (overleden 2002)
- 1948 - Kitten Natividad, Mexicaans-Amerikaans pornoster en exotisch danseres (overleden 2022)
- 1948 - Maarten Sikking, Nederlands hockeydoelman (overleden 2009)
- 1949 - Peter Kern, Oostenrijks acteur, regisseur en filmproducent (overleden 2015)
- 1949 - Ab Meijerman, Nederlands politicus en burgemeester
- 1949 - Jan Egil Storholt, Noors schaatser
- 1950 - Peter Gabriel, Brits zanger
- 1951 - Ivo Coljé, Nederlands beeldhouwer (overleden 2012)
- 1951 - Michel Pollentier, Belgisch wielrenner
- 1952 - Andries Knevel, Nederlands (radio)presentator, journalist, omroepdirecteur, christelijk schrijver, columnist en predikant
- 1952 - Freddy Maertens, Belgisch wielrenner
- 1954 - Dominique Bathenay, Frans voetballer en voetbaltrainer
- 1954 - Serge Ernst, Belgisch striptekenaar en cartoonist
- 1954 - Beatrijs Ritsema, Nederlands columniste en publiciste (overleden 2023)
- 1955 - Anton Westerlaken, Nederlands (vakbonds)bestuurder (overleden 2017)
- 1956 - Richard Eden, Amerikaans acteur
- 1956 - Peter Hook, Brits basgitarist
- 1956 - Yiannis Kouros, Grieks/Australisch atleet
- 1959 - Marc Scheidius, Nederlands jurist (overleden 2024)
- 1959 - Fred Woudhuizen, Nederlands historicus (overleden 2021)
- 1960 - Pierluigi Collina, Italiaans voetbalscheidsrechter
- 1960 - Karin Jacobs, Belgisch actrice
- 1960 - Artur Joesoepov, Russisch schaker
- 1961 - Iny Driessen, Belgisch schrijfster (overleden 2015)
- 1961 - Henry Rollins, Amerikaans hardrock- en punkzanger, dichter, schrijver en allround artiest
- 1962 - Jackie Silva, Braziliaans beachvolleyballer
- 1963 - Henri Abadie, Frans wielrenner
- 1963 - László Csaba, Hongaars-Roemeens voetballer en voetbalcoach
- 1963 - Manuëla Kemp, Nederlands zangeres en televisiepresentatrice (overleden 2025)
- 1964 - Stephen Bowen, Amerikaans ruimtevaarder
- 1964 - Erkka Petäjä, Fins voetballer
- 1965 - Kenny Harrison, Amerikaans atleet
- 1966 - Marieke van Doorninck, Nederlands politica
- 1966 - Neal McDonough, Amerikaans acteur
- 1966 - Brad Shepik, Amerikaans jazzgitarist en -componist
- 1967 - Tadayuki Okada, Japans motorcoureur
- 1969 - Simon Bor, Keniaans atleet
- 1969 - Barbara Heeb, Zwitsers wielrenster
- 1969 - Niamh Kavanagh, Ierse zangeres
- 1970 - Arjen Gerritsen, Nederlands politicus
- 1971 - Žarko Serafimovski, Macedonisch voetballer
- 1972 - Virgilijus Alekna, Litouws atleet
- 1972 - Manou Schauls, Luxemburgs voetballer
- 1973 - Bas Roorda, Nederlands voetbalkeeper
- 1974 - Namig Gouliev, Azerbeidzjaans schaker
- 1974 - Gus Hansen, Deens pokerspeler
- 1974 - Robbie Williams, Brits zanger en entertainer
- 1975 - Ben Collins, Brits autocoureur en stuntman en als The Stig.
- 1976 - Jörg Bergmeister, Duits autocoureur
- 1976 - Chantal de Bruijn, Nederlands hockeyster
- 1976 - Leslie Feist, Canadees zangeres en songwriter
- 1978 - Daniëlle de Bruijn, Nederlands waterpoloster
- 1978 - Edsilia Rombley, Nederlandse zangeres en presentatrice
- 1979 - Lucien van Beek, Nederlands schaker
- 1979 - Anders Breivik, Noors terrorist
- 1979 - Michael Hoey, Noord-Iers golfer
- 1979 - Rafael Márquez, Mexicaans voetballer
- 1979 - Stephan Mølvig, Deens roeier
- 1980 - Sebastian Kehl, Duits voetballer
- 1981 - Luisão, Braziliaans voetballer
- 1981 - Liam Miller, Iers voetballer (overleden 2018)
- 1982 - Anouck Lepere, Belgisch model
- 1983 - Anna Watkins, Brits roeister
- 1984 - Hinkelien Schreuder, Nederlands zwemster
- 1985 - Mayra Andrade, Kaapverdiaans zangeres
- 1985 - Dan Coleman, Amerikaans basketballer
- 1985 - Courtney Dauwalter, Amerikaans atlete
- 1985 - Hedwiges Maduro, Nederlands voetballer
- 1985 - Bridget Neval, Australisch actrice
- 1985 - Annemarie Schulte, Nederlands atleet
- 1985 - Alexandros Tziolis, Grieks voetballer
- 1986 - Joey van den Berg, Nederlands voetballer
- 1986 - Aurélie Revillet, Frans alpineskiester
- 1986 - Hamish Bond, Nieuw-Zeelands roeier
- 1987 - Eljero Elia, Nederlands voetballer
- 1987 - Dave Smith, Australisch kanovaarder
- 1987 - Joey van der Velden, Nederlands presentator, acteur en radiomaker
- 1988 - Jevgeni Garanitsjev, Russisch biatleet
- 1989 - Evangelos Manouchos, Grieks voetbalscheidsrechter
- 1990 - Jorge Chula, Portugees voetballer
- 1990 - Loïs Dols de Jong, Nederlands actrice
- 1990 - Gyancain Norbu, 11e reïncarnatie van de Panchen Lama
- 1990 - Kevin Strootman, Nederlands voetballer
- 1990 - Mamadou Sakho, Frans voetballer
- 1990 - Wang Shixian, Chinees badmintonster
- 1991 - Marinus Kraus, Duits schansspringer
- 1992 - Sanne Bakker, Nederlands paralympisch sportster
- 1993 - Jens Schuermans, Belgisch mountainbiker
- 1993 - Uroš Spajić, Servisch voetballer
- 1994 - Memphis Depay, Nederlands voetballer
- 1994 - Patryk Dobek, Pools atleet
- 1994 - Danzell Gravenberch, Nederlands voetballer
- 1995 - Lia Neal, Amerikaans zwemster
- 1996 - Noel Borshi, Albanees zwemster
- 1996 - Frank de Wit, Nederlands judoka
- 1997 - Ertuğrul Ersoy, Turks voetballer
- 1997 - Rimon, Eritrees-Nederlandse zangeres
- 2000 - Vitinha, Portugees voetballer
- 2003 - Milan Smit, Nederlands voetballer
- 2004 - Jonny Edgar, Brits autocoureur
- 2007 - Dina Haizoun, Nederlands voetbalster

## Overleden

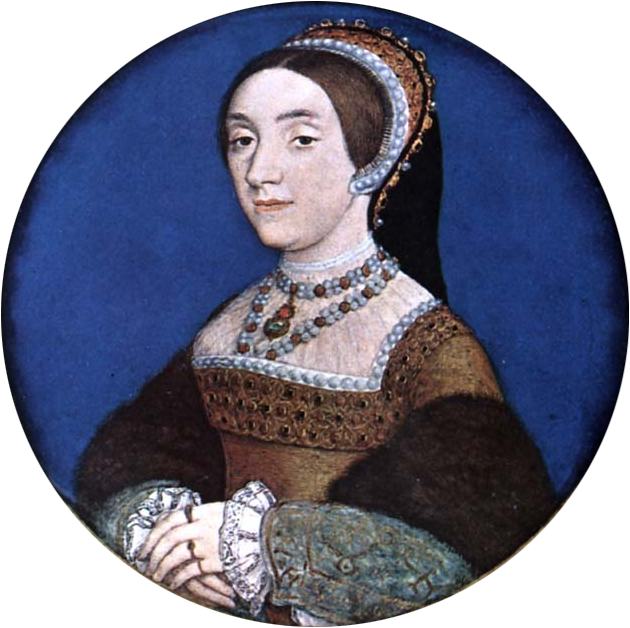
Catharina Howard
overleden in 1542

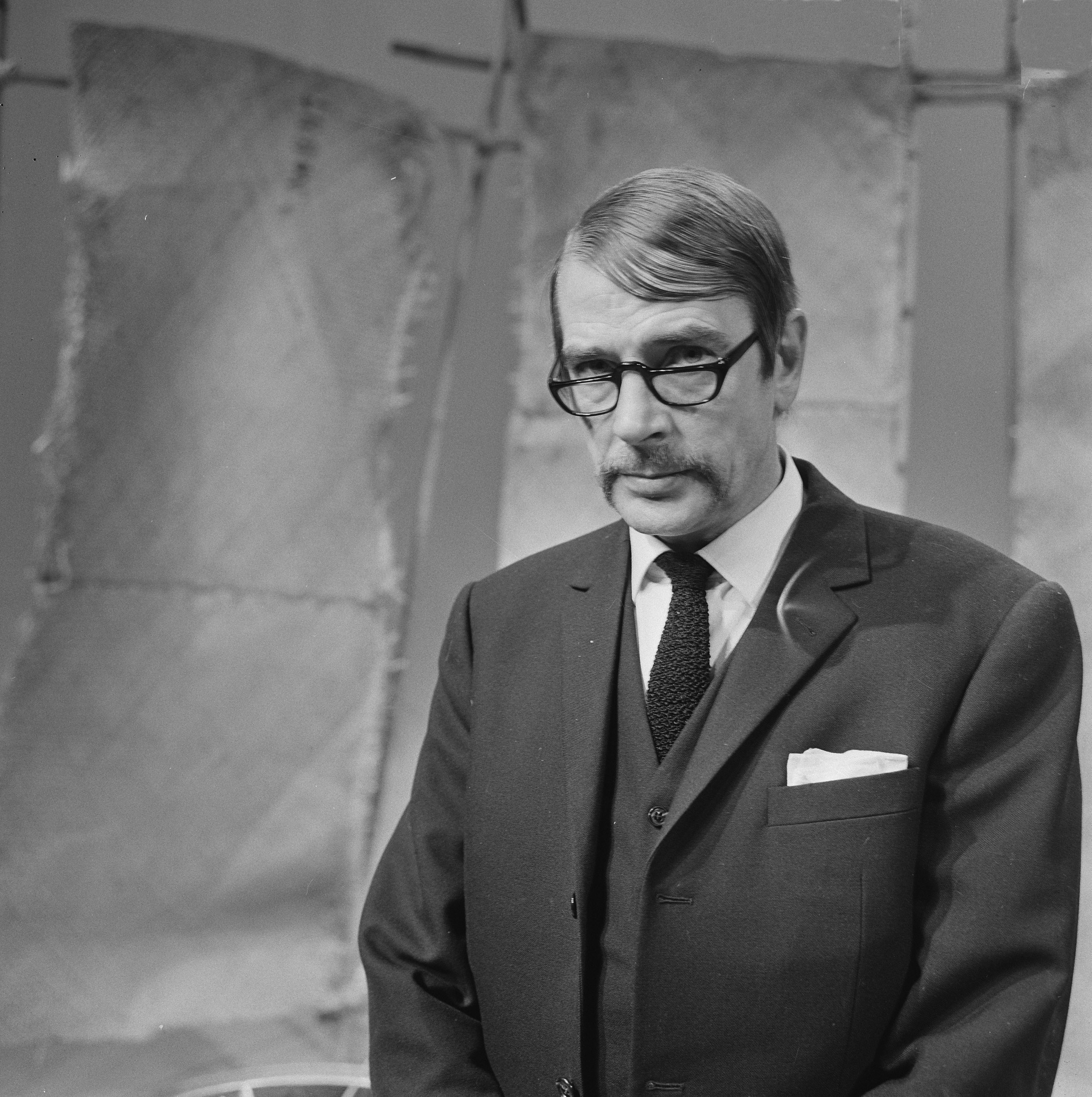
Ton Lensink
overleden in 1997

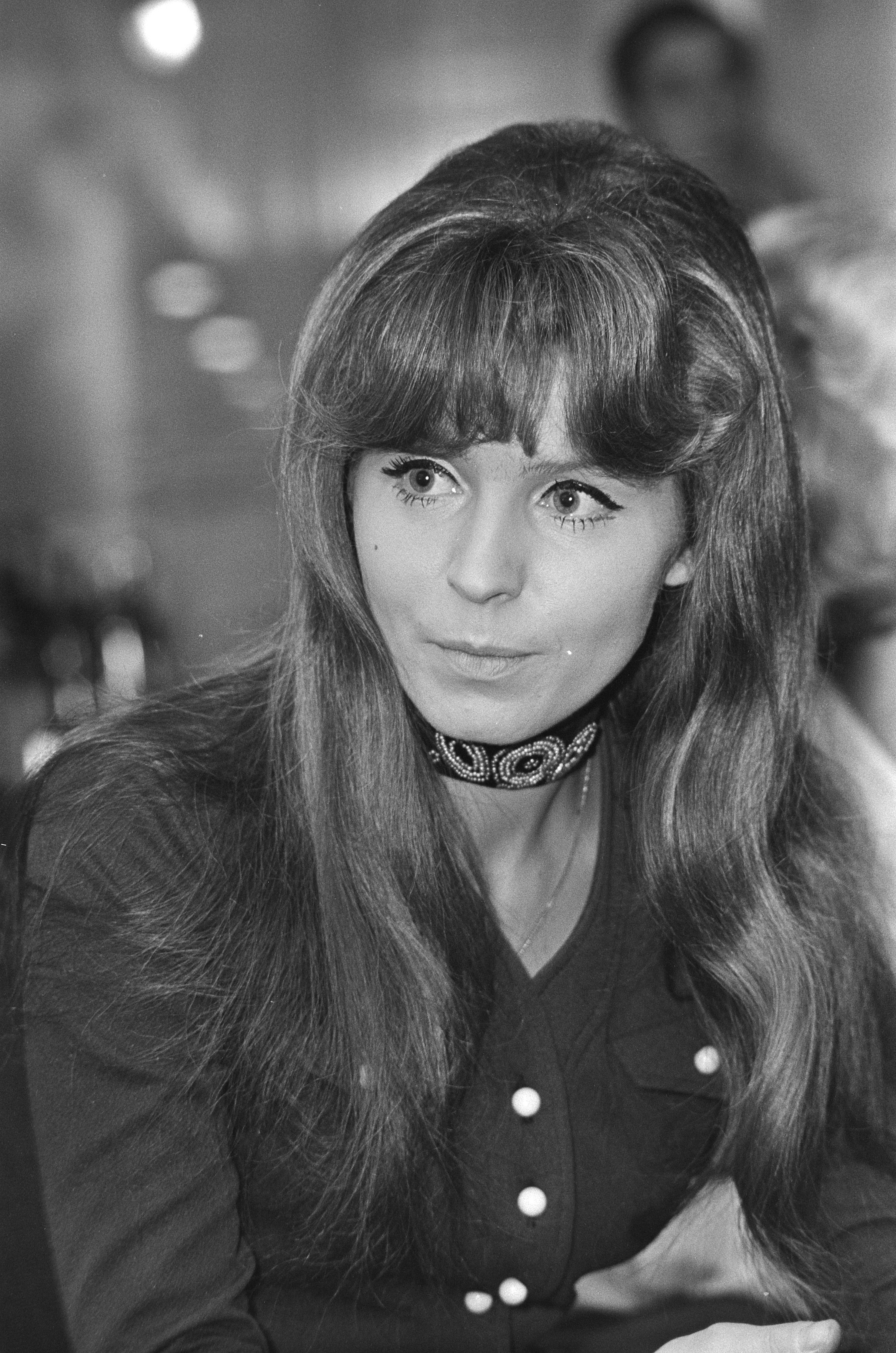
Manuela
overleden in 2001

- 1542 - Catharina Howard (ong. 20), vijfde vrouw van Hendrik VIII van Engeland
- 1571 - Benvenuto Cellini (70), Italiaans kunstenaar
- 1660 - Koning Karel X Gustaaf van Zweden (37)
- 1722 - Frederik Willem Adolf van Nassau-Siegen (41), vorst van Nassau-Siegen
- 1869 - Robert Braithwaite Martineau (43), Engels kunstschilder
- 1883 - Richard Wagner (69), Duits componist
- 1888 - Jacobus Hoefnagels (78), Vlaams politicus
- 1890 - Hendrik Jacob van der Heim (66), Nederlands politicus
- 1896 - Johannes Henderik Kramers (72), Nederlands kostschooldirecteur
- 1926 - Francis Ysidro Edgeworth (81), Iers econoom
- 1935 - Frans Wiemans (46), Nederlands bouwkundig ingenieur, architect en componist
- 1939 - Søren Sørensen (71), Deens scheikundige
- 1941 - Blind Boy Fuller (33), Amerikaans bluesmuzikant
- 1943 - Willem Walraven (55), Nederlands auteur en journalist
- 1966 - Arnout Jan de Beaufort (54), Nederlands burgemeester
- 1966 - Marguerite Long (91), Frans pianiste
- 1966 - Johannes Leendert Scherpenisse (78), Amsterdams stadsfotograaf
- 1967 - Abelardo Luján Rodríguez (77), Mexicaans president
- 1968 - Ernst Grönlund (65), Fins voetballer
- 1969 - Wim van Dolder (65), Nederlands voetballer
- 1969 - Cor van Gelder (64), Nederlands zwemster
- 1970 - Koeno Gravemeijer (86), predikant en leider van het kerkelijk verzet in de Tweede Wereldoorlog
- 1972 - Marinus Jan Granpré Molière (88), Nederlands architect en stedenbouwer
- 1973 - Hans Globke (74), Duits politicus en jurist
- 1976 - Paul Russo (61), Amerikaans autocoureur
- 1980 - Marian Rejewski (73), Pools cryptoloog die als eerste de Enigma-code brak
- 1981 - Wacław Kuchar (83), Pools sporter
- 1988 - Tim Griek (43), muziekproducent en manager van André Hazes
- 1990 - Heinz Haber (76), Duits natuurkundige, schrijver en televisiepresentator
- 1992 - Bob den Uyl (61), Nederlands schrijver en jazztrompettist
- 1994 - Charles-Marie Himmer (91), Belgisch bisschop van Doornik
- 1996 - Martin Balsam (76), Amerikaans acteur
- 1997 - Ton Lensink (74), Nederlands acteur
- 2001 - Constant Huygelen (71), Belgisch viroloog
- 2001 - Manuela (57), Duits zangeres
- 2002 - Waylon Jennings (64), Amerikaans zanger en muzikant
- 2005 - Lucia dos Santos (97), Portugese non
- 2006 - Peter Frederick Strawson (86), Brits filosoof
- 2007 - Bruce Metzger (93), Amerikaans Bijbelwetenschapper
- 2007 - Eliana Ramos (18), Uruguayaans model
- 2007 - Johanna Sällström (32), Zweeds actrice
- 2008 - Kon Ichikawa (92), Japans filmregisseur
- 2008 - Henri Salvador (90), Frans zanger en muzikant
- 2009 - Gianna Maria Canale (81), Italiaans actrice
- 2009 - Dilys Laye (74), Engels actrice
- 2011 - Inese Jaunzeme (79), Sovjet-Russisch/Lets atlete
- 2012 - Sophie Desmarets (89), Frans actrice
- 2013 - Pieter Kooijmans (79), Nederlands politicus, Minister van Staat en rechtsgeleerde
- 2013 - Robert Senelle (94), Belgisch hoogleraar en grondwetspecialist
- 2014 - Richard Møller Nielsen (76), Deens voetballer en voetbaltrainer
- 2015 - A. Cutler Silliman (92), Amerikaans componist
- 2015 - John McCabe (75), Brits componist, muziekpedagoog en pianist
- 2016 - Conchita Goyanes (69), Spaans actrice
- 2016 - Trifon Ivanov (50), Bulgaars voetballer
- 2016 - Slobodan Santrač (69), Joegoslavisch voetballer
- 2016 - Antonin Scalia (79), Amerikaans rechter
- 2016 - Bořek Šípek (66), Tsjechisch architect en ontwerper
- 2016 - Urbain Vermeulen (76), Belgisch islamoloog en arabist
- 2017 - Christine Jones (72), Oostenrijks zangeres, kunstenares en galeriehoudster
- 2017 - Michael Naura (82), Duits jazzpianist, redacteur en publicist
- 2018 - Henri de Laborde de Monpezat (83), prins-gemaal van Denemarken
- 2018 - Frans Roemgens (73), Nederlands voetballer
- 2019 - Leonard George Casley (93), staatshoofd van de Principality of Hutt River
- 2019 - Vitalij Chmelnytskyj (75), Russisch-Oekraïens voetballer
- 2019 - Connie Jones (84), Amerikaans jazzmuzikant
- 2019 - Willy Lambregt (59), Belgisch gitarist
- 2020 - Carlo de Leeuw (59), Nederlands voetballer
- 2021 - Rob Hajer (92), Nederlands vormingswerker, wetenschapper en bestuurder
- 2022 - Eduardo Romero (67), Argentijns golfer
- 2022 - Halina Sevruk (92), Oezbeeks beeldhouwster
- 2023 - José María Gil-Robles y Gil-Delgado (87), Spaans politicus
- 2023 - Leiji Matsumoto (85), Japans mangakunstenaar
- 2023 - Spencer Wiggins (81), Amerikaans soul- en gospelzanger
- 2023 - Oliver Wood (80), Brits cameraman
- 2024 - Frans van der Hoff (84), Nederlands missionaris
- 2024 - Cees Koch (98), Nederlands kanovaarder
- 2024 - Johanna von Koczian (90), Duits actrice[12]
- 2024 - Walter Roland (101), Belgisch schrijver
- 2024 - Cor Veerman, Dekker (74), Nederlands musicus
- 2025 - Jacqueline van Maarsen (96), Nederlands schrijfster en vriendin van Anne Frank
- 2025 - Paul Pataer (86), Belgisch politicus

## Viering/herdenking
- Basant pantsjami, een hindoeïstisch feest
- Rooms-katholieke kalender:
  - Heiligen Harlindis († 753) en Relindis († 780) (Gedachtenis in Bisdom Luik en Bisdom Hasselt)
  - Heilige Ermenildis († 703)
  - Heilige Huna van Ely, († c 609), Keltisch geestelijke
  - Heilige Kastor van Karden († c. 400) (Gedachtenis in Bisdom Trier)
  - Zalige Jordan(us van Saksen) († 1237)

## Weerextremen

### Nederland
| | Officiële records | Officiële records | Officiële records |      | Landelijke records                 | Landelijke records | Landelijke records |
| Gebeurtenis | Jaar              | Extreem           | Locatie           | Jaar | Extreem                            | Locatie            | |
| --- | ----------------- | ----------------- | ----------------- | ---- | ---------------------------------- | ------------------ | --- |
| Laagste etmaalgemiddelde temperatuur (°C) | 1940              | −11,9             | De Bilt           |      | 1940                               | −14,0              | Eelde |
| Hoogste etmaalgemiddelde temperatuur (°C) | 1998              | 10,7              | De Bilt           |      | 1998                               | 12,1               | Gilze-Rijen |
| Laagste minimumtemperatuur (°C) | 1940              | −16,5             | De Bilt           |      | 1940                               | −19,9              | Eelde |
| Hoogste minimumtemperatuur (°C) | 1998              | 7,7               | De Bilt           |      | 1998                               | 9,1                | Rotterdam |
| Laagste maximumtemperatuur (°C) | 1940              | −7,3              | De Bilt           |      | 1940                               | −8,9               | Maastricht |
| Hoogste maximumtemperatuur (°C) | 1998              | 16,2              | De Bilt           |      | 1998                               | 16,6               | Volkel |
| Hoogste uurgemiddelde windsnelheid (m/s) | 1950              | 15,9              | De Bilt           |      | 1965                               | 21,1               | Volkel |
| Hoogste windstoot (m/s) | 1957              | 21,1              | De Bilt           |      | 2014                               | 35,0               | IJmuiden |
| Langste zonneschijnduur (uur) | 1999, 2003, 2021  | 8,9               | De Bilt           |      | 1986 1999 2003 2018 2021 2022 2023 | 9,0                | Eindhoven Vlissingen, Westdorpe, Wilhelminadorp Arcen Vlissingen, Wilhelminadorp Arcen, Ell, Eindhoven, Hoek van Holland, Maastricht, Vlissingen, Westdorpe, Wilhelminadorp, Volkel Ell, Maastricht Maastricht |
| Langste neerslagduur (uur) | 1979              | 14,2              | De Bilt           |      | 1990                               | 16,2               | Maastricht |
| Hoogste etmaalsom van de neerslag (mm) | 1950              | 28,1              | De Bilt           |      | 1950                               | 28,1               | De Bilt |
| Laagste etmaalgemiddelde relatieve vochtigheid (%) | 1986              | 56                | De Bilt           |      | 1986                               | 51                 | Soesterberg |
| Laagste uurwaarde luchtdruk op zeeniveau (hPa) | 1957              | 976,1             | De Bilt           |      | 1973                               | 974,4              | Leeuwarden |
| Hoogste uurwaarde luchtdruk op zeeniveau (hPa) | 1934              | 1043,5            | De Bilt           |      | 1934                               | 1045,1             | Eelde |
| Officiële records worden altijd gemeten op het KNMI-weerstation in De Bilt. Landelijke records kunnen worden gemeten op elk officieel KNMI-weerstation in Nederland. |                   |                   |                   |      |                                    |                    | |

Uitzonderlijke gebeurtenissen
- 1902 - Officieel laagste minimumtemperatuur in °C van het jaar gemeten in De Bilt: −14,3
- 1940 - Officieel laagste minimumtemperatuur in °C van het jaar gemeten in De Bilt: −16,5. Samen met 14 februari
- 1998 - Eerste officiële zachte dag van het jaar (maximumtemperatuur ≥ 15 °C in De Bilt)

### België
Dagrecords
- 1929 - Laagste etmaalgemiddelde temperatuur −11,7 °C
- 1998 - Hoogste etmaalgemiddelde temperatuur 10,6 °C
- 1929 - Laagste minimumtemperatuur −16,4 °C
- 1998 - Hoogste maximumtemperatuur 14,4 °C
- 2001 - Hoogste etmaalsom van de neerslag 19 mm

Uitzonderlijke gebeurtenissen
- 1999 - Minimumtemperatuur in Elsenborn (Bütgenbach): −21,6 °C.
- 2002 - Op verschillende plekken treden rivieren buiten hun oevers.

<< · 1 · 2 · 3 · 4 · 5 · 6 · 7 · 8 · 9 · 10 · 11 · 12 · 13 · 14 · 15 · 16 · 17 · 18 · 19 · 20 · 21 · 22 · 23 · 24 · 25 · 26 · 27 · 28 · 29 · (30) · >>